# Goldwyn Pictures
Goldwyn Pictures Corporation a fost un studio de film american din Fort Lee, New Jersey care a fost fondat în 1916. În 1924 a fuzionat cu alte două companii de producție (Metro Pictures și Mayer Pictures) pentru a forma Metro-Goldwyn-Mayer. Goldwyn Pictures a fost fondat de Samuel Goldwyn.
Studioul a avut un succes moderat, dar a devenit cel mai faimos datorită mascotei și siglei sale iconice, Leo leul. Deși Metro Pictures a fost compania care a supraviețuit nominal, studioul nou creat MGM a moștenit vechile dotări ale studioului Goldwyn din Culver City, California, unde va rămâne până în 1986. Studiul fuzionat a păstrat, de asemenea, sigla cu leul a lui Goldwyn.
Lee Shubert de la The Shubert Organization a fost un investitor în această companie.

## Persoane notabile

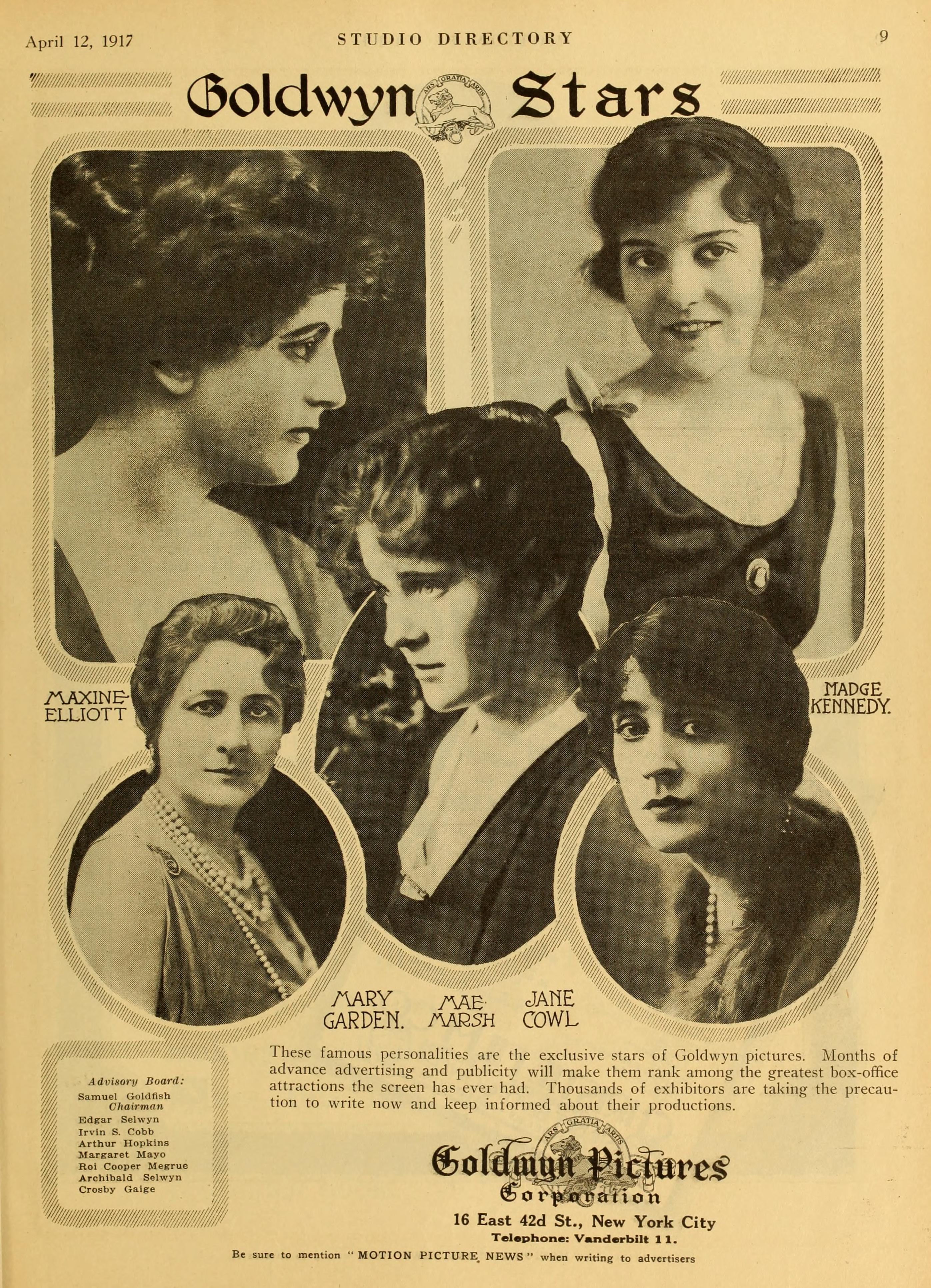

### Actori
- Mae Marsh
- Mabel Normand
- Pauline Frederick
- Madge Kennedy
- Tallulah Bankhead
- Will Rogers
- E.K. Lincoln[1]

### Regizori
- Raoul Walsh
- Ralph Ince
- Frank Lloyd[1]
- Sidney Olcott

## Listă de filme
- Polly of the Circus (1917)
- Baby Mine (1917)
- Fighting Odds (1917)
- The Spreading Dawn (1917)
- Sunshine Alley (1917)
- Nearly Married (1917)
- The Cinderella Man (1917)
- Thais (1917)
- Fields of Honor (1918)
- Dodging a Million (1918)
- Go West, Young Man (1918)
- Our Little Wife (1918)
- The Beloved Traitor (1918)
- The Floor Below (1918)
- The Splendid Sinner (1918)
- The Face in the Dark (1918)
- The Danger Game (1918)
- Joan of Plattsburg (1918)
- The Fair Pretender (1918)
- All Woman (1918)
- The Venus Model (1918)
- The Service Star (1918)
- The Glorious Adventure (1918)
- Back to the Woods (1918)
- The Border Legion (1918)
- Friend Husband (1918)
- Money Mad (1918)
- The Turn of the Wheel (1918)
- Peck's Bad Girl (1918)
- Just for Tonight (1918)
- The Kingdom of Youth (1918)
- Hidden Fires (1918)
- Thirty a Week (1918)[1]
- A Perfect 36 (1918)
- The Hell Cat (1918)
- A Perfect Lady (1918)
- The Racing Strain (1918)
- Day Dreams (1919)
- The Bondage of Barbara (1919)
- Shadows (1919)
- The Woman on the Index (1919)
- Sis Hopkins (1919)
- Daughter of Mine (1919)
- Spotlight Sadie (1919)
- A Man and His Money (1919)
- The Pest (1919)
- The Eternal Magdalene (1919)
- The Stronger Vow (1919)
- One Week of Life (1919)
- Leave It to Susan (1919)
- When Doctors Disagree (1919)
- One of the Finest (1919)
- The Fear Woman (1919)
- The Crimson Gardenia (1919)
- The City of Comrades (1919)
- Through the Wrong Door (1919)
- Upstairs (1919)
- The Peace of Roaring River (1919)
- Heartsease (1919)
- Lord and Lady Algy (1919)
- The World and Its Woman (1919)
- Strictly Confidential (1919)
- Almost a Husband (1919)
- Flame of the Desert (1919)
- Bonds of Love (1919)
- Jubilo (1919)
- The Loves of Letty (1919)
- Jinx (1919)
- Toby's Bow (1919)
- The Gay Lord Quex (1919)
- Pinto (1920)
- Water, Water, Everywhere (1920)
- The Blooming Angel (1920)
- The Paliser Case (1920)
- Duds (1920)
- The Little Shepherd of Kingdom Come (1920)
- The Woman and the Puppet (1920)
- The Strange Boarder (1920)
- The Woman in Room 13 (1920)
- Jes' Call Me Jim (1920)
- Dollars and Sense (1920)
- A Double-Dyed Deceiver (1920)
- The Great Accident (1920)
- Cupid the Cowpuncher (1920)
- The Penalty (1920)
- The Slim Princess (1920)
- Earthbound (1920)
- The Truth (1920)
- Stop Thief (1920)
- Milestones (1920)
- Honest Hutch (1920)
- Madame X (1920)
- Officer 666 (1920)
- The Man Who Had Everything (1920)
- Just Out of College (1920)
- The Great Lover (1920)
- Guile of Women (1920)
- What Happened to Rosa (1920)
- Help Yourself (1920)
- Bunty Pulls the Strings (1921)
- The Girl with the Jazz Heart (1921)
- Hold Your Horses (1921)
- The Highest Bidder (1921)
- The Concert (1921)
- Boys Will Be Boys (1921)
- For Those We Love (1921)
- A Tale of Two Worlds (1921)
- Roads of Destiny (1921)
- An Unwilling Hero (1921)
- Snowblind (1921)
- Made in Heaven (1921)
- A Voice in the Dark (1921)
- The Old Nest (1921)
- Don't Neglect Your Wife (1921)
- Oh Mary Be Careful (1921)
- The Ace of Hearts (1921)
- All's Fair in Love (1921)
- Beating the Game (1921)
- Dangerous Curve Ahead (1921)
- Doubling for Romeo (1921)
- The Invisible Power (1921)
- The Grim Comedian (1921)
- The Man from Lost River (1921)
- Pardon My French (1921)
- The Poverty of Riches (1921)
- From the Ground Up (1921)
- A Poor Relation (1921)
- Voices of the City (1921)
- Grand Larceny (1922)
- Man with Two Mothers (1922)
- Watch Your Step (1922)
- Sherlock Holmes (1922)
- Come on Over (1922)
- When Romance Rides (1922)
- Head over Heels (1922)
- Yellow Men and Gold (1922)
- His Back Against the Wall (1922)
- Mr. Barnes of New York (1922)
- The Wall Flower (1922)
- Dust Flower (1922)
- Remembrance (1922)
- The Sin Flood (1922)
- Brothers Under the Skin (1922)
- Hungry Hearts (1922)
- A Blind Bargain (1922)
- Broken Chains (1922)
- The Glorious Fool (1922)
- The Christian (1923)
- Gimme (1923)
- Look Your Best (1923)
- Lost and Found on a South Sea Island (1923)
- Vanity Fair (1923)
- Souls for Sale (1923)
- Three Wise Fools (1923)
- The Spoilers (1923)
- Red Lights (1923)
- Six Days (1923)
- Dr. Sunshine (1923)
- The Eternal Three (1923)
- Slave of Desire (1923)
- The Last Moment (1923)
- The Day of Faith (1923)
- In the Palace of the King (1923)
- The Rendezvous (1923)
- Reno (1923)
- Wild Oranges (1924)
- Name the Man (1924)
- Three Weeks (1924)
- Nellie, the Beautiful Cloak Model (1924)
- True as Steel (1924)
- The Recoil (1924)
- Tarnish (1924)